# Axel Zeiner-Lassen
Axel Lauritz Frederik Christian Zeiner-Lassen,  född 28 maj 1846 i Helsingør, död 27 juni 1914, var en dansk trädgårdsmästare.
Zeiner-Lassen var son till Bertel Lauritz Lassen, fullmäktig vid Öresunds tullkammare. Efter faderns död 1852 gifte hans mor, född Zeiner, om sig 1854 med handelsträdgårdsmästare Aug. Ernst Jensen i Helsingør. Efter att ha avlagt preliminärexamen 1861 kom sonen i trädgårdslära hos sin styvfar, År 1864 blev han elev vid Rosenborgs slott under slottsträdgårdsmästare Carl Ludvig Petersen och avlade 1866 trädgårdsexamen. År 1867 reste han till utlandet, där han arbetade i van Houttes Gartneri i Gent och hos John Fraser i London. På hösten 1868 hemkallades han på grund av styvfaderns sjukdom och var föreståndare för handelsträdgården intill dennes död 1873, då han köpte rörelsen. Efter att verksamheten tidigare främst varit inriktad på odling av köksväxter och jordgubbar samt fröodling, övergick han kort därefter till plantskoledrift, särskilt fruktträd och rosor. Det dröjde inte många år, förrän arealen visade sig vara för liten, och han köpte 6 tunnland, då en fjärdingsväg från staden, för att anlägga plantskola, som senare utvidgades genom köp av angränsande mark, så att den kom att uppgå till 44 tunnland. Då växthusodlingen, främst av Cyklamen, Azalea och Camellia, efterhand antog betydande dimensioner, upptog Zeiner-Lassen 1884 Sophus Dithmer i firman. Firman upplöstes 1895, då kompanjonen behöll den gamla trädgården och växthusen, medan Zeiner-Lassen ensam fortsatte plantskoledriften utanför staden. Han blev 1890 vicepresident i Østifternes Forening til Frugtavlens Fremme, och han var medstiftare av och ordförande för Teknisk Skole i Helsingør. Förutom en mängd större och mindre avhandlingar i Tidsskrift for Havevæsen, Gartnertidende, Nationaltidendes Havetidende och Norsk Havetidende skrev han mindre skrifter, Beskæring af Æble- og Pæretræer, Kirsebær- og Blommetræer med særligt Hensyn til økonomisk Frugtavl (1889, andra upplagan 1892) och större böcker. Rosen (1882).